# Pelastoneurus bretoni
Pelastoneurus bretoni är en tvåvingeart som beskrevs av Grichanov 2004. Pelastoneurus bretoni ingår i släktet Pelastoneurus och familjen styltflugor.
Artens utbredningsområde är Gabon. Inga underarter finns listade i Catalogue of Life.